# 정일모
정일모(1949년 12월 14일(음력 10월 25일) ~ )는 대한민국의 복싱 선수 출신 배우이다. 1971년 프로 복싱 라이트급 신인왕을 차지했으며, 1990년 복싱계에서 은퇴할 때까지 선수 생활을 오래했으며, 1991년 영화 "팔도 사나이 91"로 데뷔하였고 배우로 전향하였다.

## 출연작

### 드라마
- 1992년 《적색지대》 KBS -  마피아 역
- 1995년 《장녹수》 KBS
- 1996년 《용의 눈물》 KBS -  정만쇠 역
- 1998년 《순풍산부인과》 SBS
- 2002년 《제국의 아침》 KBS - 복지겸 역
- 2003년 《야인시대》 SBS - 장년 홍만길 역
- 2012년 《마의》 MBC - 색니 역
- 2014년 《쓰리 데이즈》 SBS - 홍진수 역

### 영화
- 1991년 《팔도 사나이 91》
- 1993년 《대명》 - 이정재 역
- 1994년 《작은거인》 - 용팔 역

## 학력
- 국민대학교 대학원 행정학과 1969년 3월 만 20세 입학 ~ 1973년 2월 졸업

## 가족
- 형(1940년 ~ )
- 배우 정소이 : 딸